# 紅鋼市

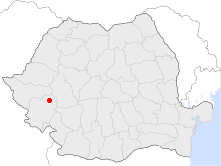

紅鋼市（羅馬尼亞語：Oțelu Roșu，羅馬尼亞語發音：[oˌt͡selu ˈroʃu]）是羅馬尼亞的城鎮，位於該國西部，距離首府雷希察43公里，由卡拉什-塞維林縣負責管轄，面積63.81平方公里，海拔高度268米，2009年人口11,801人，大多數居民信奉東正教。

## 外部連結
- www.otelu-rosu.de
- （页面存档备份，存于）